# Karl Link

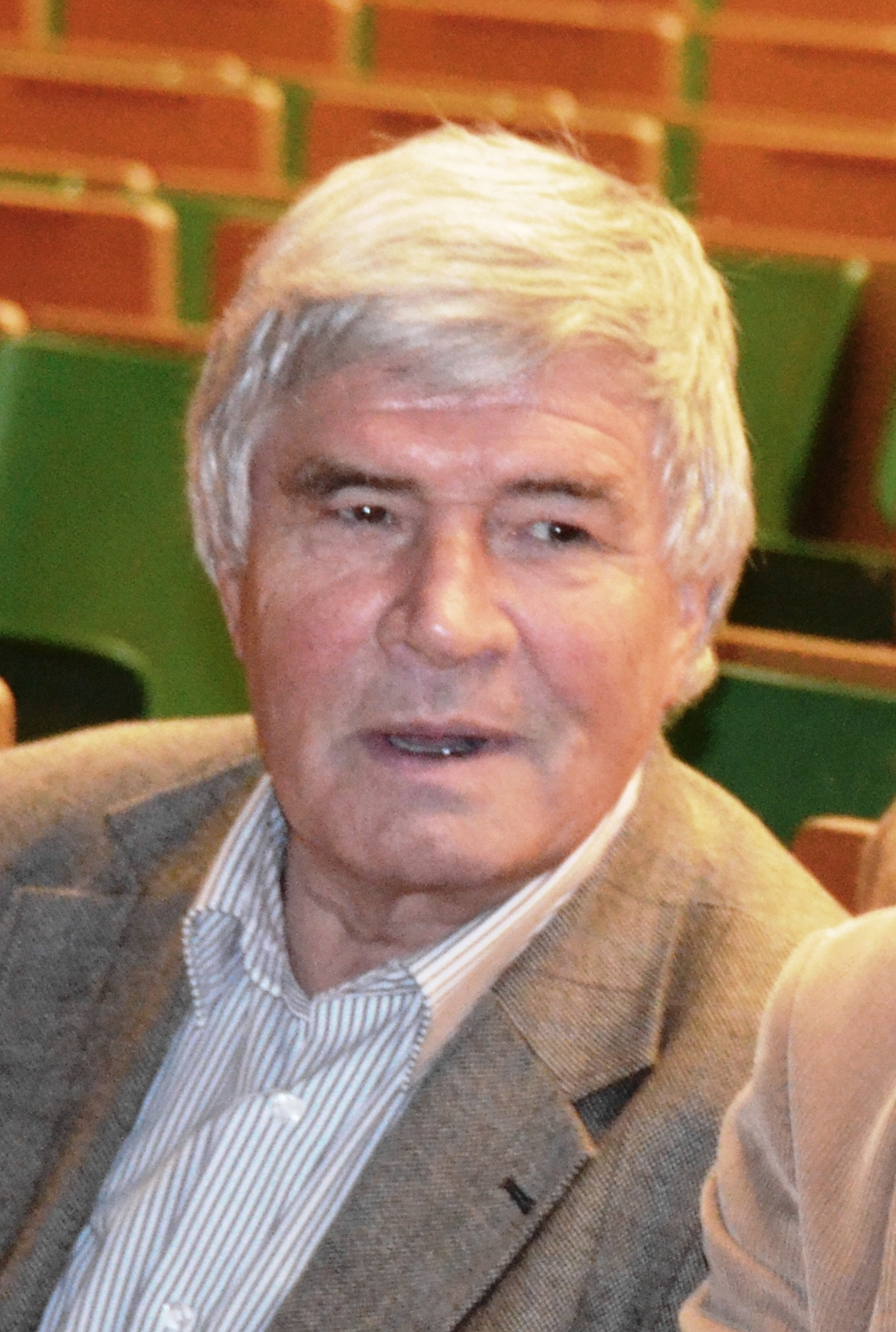
Karl Link (2012)

Karl Link (* 27. Juli 1942 in Herrenberg) ist ein ehemaliger deutscher Bahnradsportler und pensionierter Leiter des Olympiastützpunkts Stuttgart.
Link war bei den Olympischen Sommerspielen 1964 in Tokio Mitglied der Mannschaft, die die Goldmedaille in der Mannschaftsverfolgung gewann. Er hatte sich mit seinem Team in den Olympiaausscheidungsrennen im Bahnradradsport gegen die Fahrer aus der DDR durchgesetzt. Im Jahre 1964 hatte er bereits den Weltmeistertitel in dieser Disziplin gewonnen. Bei den Olympischen Sommerspielen 1968 in Mexiko-Stadt war er Mitglied des Bahnvierers, der in der Mannschaftsverfolgung die Silbermedaille gewann. Im Dezember 1966 gewann er mit Albert Fritz als Partner das Zweier-Mannschaftsfahren um den  Silbernen Adler von Köln, eines der bedeutendsten Bahnrennen der damaligen Jahre.
Für seine sportlichen Erfolge wurde er am 11. Dezember 1964 mit dem Silbernen Lorbeerblatt ausgezeichnet.
Link ist gelernter Schriftsetzer. 1965 erhielt er ein Stipendium für ein Studium an der Sporthochschule Köln. Zunächst BDR-Jugendtrainer wurde er im Februar 1970 Co-Trainer von Gustav Kilian, dessen Nachfolge er nach dessen Rücktritt im November 1977 antrat. 1985 war er Sekretär des Organisationskomitees der Weltmeisterschaft der Radsport-Junioren. Im Jahre 1987 wurde Karl Link die Leitung des Olympiastützpunktes Stuttgart übertragen, die er bis zu seiner Pensionierung im Juli 2007 innehatte.

## Veröffentlichungen (Auswahl)
- Karl Link und Rudi Altig: Der Radsport-Ratgeber. Sportinform Oberhaching 1990, ISBN 3-89284-424-0
- Karl Link: Trainingsplan Heimtrainer. Sportinform, Oberhaching 1988, ISBN 3-89284-316-3
- Klaus-Peter Thaler und Karl Link: Mountain-Bike-Handbuch. Sportinform, Oberhaching 1989, ISBN 3-89284-041-5
- Klaus-Peter Thaler und Karl Link: Mountain-Bike-Handbuch. Sportinform, Oberhaching 1990, ISBN 3-89284-441-0